# Trichonta nigritula
Trichonta nigritula är en tvåvingeart som beskrevs av Edwards 1925. Trichonta nigritula ingår i släktet Trichonta och familjen svampmyggor. Arten har ej påträffats i Sverige. Inga underarter finns listade i Catalogue of Life.